# Farmington (Connecticut)
Farmington es un pueblo ubicado en el condado de Hartford en el estado estadounidense de Connecticut. En el año 2005 tenía una población de 24.941 habitantes y una densidad poblacional de 306 personas por km².

## Geografía
Farmington se encuentra ubicada en las coordenadas 41°43′40″N 72°50′25″O / 41.72778, -72.84028.

## Demografía
Según la Oficina del Censo en 2000 los ingresos medios por hogar en la localidad eran de $67,073, y los ingresos medios por familia eran $85,396. Los hombres tenían unos ingresos medios de $57,113 frente a los $39,156 para las mujeres. La renta per cápita para la localidad era de $39,102. Alrededor del 4.5% de la población estaban por debajo del umbral de pobreza.